# Creu Monumental de Montoliu de Segarra
La Creu Monumental de Montoliu de Segarra és una creu de Montoliu de Segarra (Segarra) inclosa a l'Inventari del Patrimoni Arquitectònic de Catalunya.

## Descripció
És una creu situada a la plaça de l'Església, davant de l'església parroquial de Sant Salvador. Aquesta creu no presenta la típica estructura aplicada a les creus monumentals, a partir de graonada, fust, nus i creu, sinó que s'assenta a terra a partir d'un sòcol monolític de forma cilíndrica, i disposa d'un collarí motllurat a la seva part superior, però molt erosionat. Damunt seu, se situa l'estructura una creu llatina de forja i amb decoració geomètrica, a modus de sanefa, present al seu tronc.

## Història
Les creus de la Santa Missió són el testimoni predicació de la fe cristiana per part dels Pares Claretians molts llocs de la comarca de la Segarra, durant l'interval de temps entre els anys 40 i 50 del passat segle xx. La seqüència d'aquesta acte podia variar però anava entre un i tres dies. Durant aquest període, dos Pares Claretians s'encarregaven de reunir la gent d'un poble concret i mitjançant la predicació reafirmaven la fe cristiana dels seus veïns. Els actes finalitzaven amb una missa, viacrucis, processó i s'erigia una creu amb un lloc ben visible, com podia ser l'entrada al poble.